# Xã Crooked Lake, Quận Cass, Minnesota
Xã Crooked Lake (tiếng Anh: Crooked Lake Township) là một xã thuộc quận Cass, tiểu bang Minnesota, Hoa Kỳ. Năm 2010, dân số của xã này là 560 người.